# كسرطاش (جرجر)
كسرطاش (بالكردية: Perdusu‏) (بالتركية: Kesertaş)‏ هي قرية كرديّة تتبع إداريّاً لمديرية جرجر في محافظة أديامان التركية، بلغ عدد سكانها 149 نسمة في عام 2021.